# Телегино (Колышлейский район)
Телегино — село в Колышлейском районе Пензенской области России, центр Телегинского сельсовета.

## География
Село расположено вдоль правого берега Хопра, в 24 км к северу от посёлка Колышлей, в 4 км от шоссе Пенза – Сердобск.

## История
Село основано на земле, принадлежавшей в 1680 помещику Алексею Телегину и однодворцам. В 1747 году – д. Телегина Завального стана Пензенского уезда, однодворца (1 ревизская душа), комиссара Ивана Назаровича Арцыбашева (25), солдата лейб-гвардии Измайловского полка Козьмы Борисовича Третьякова (22), вдовы Арины Петровны Третьяковой (22), подполковника Ивана Константиновича Шеншина (55), всего 126 ревизских душ (РГАДА, ф. 350, оп.2, е.хр. 2542, лл. 18-24 об.). В 1785 году показано за помещиками Петром Алексеевичем Бестужевым-Рюминым (41 ревизская душа), Иваном Петровичем Воейковым (82), Семеном Никитичем Зиновьевым (40), Семеном Ивановичем Кологривовым (46), Александром Александровичем Репьевым (44), а также Ушаковыми Дмитрием и Александром Петровичами (116 ревизских душ). Основное занятие жителей – земледелие.
Перед отменой крепостного права часть крестьян принадлежала Петру Петровичу Воейкову, у него крестьян – 136 душ мужского пола, дворовых – 6, дворов – 32, 620 десятин удобной земли, у крестьян – 350 дес., крестьяне отрабатывали барщину (59 тягол); у князя Ивана Ивановича Мансырева 173 души мужского пола крестьян (75 тягол отбывали барщину), 43 дворовых человека, 55 дворов (Приложение к Трудам, т.2, Пенз. у., №№11,74). В 1877 были церковь, школа, 2 лавки, небольшой поташный завод. К середине 19 века часть крестьян образовала дер. Александровку на южной окраине села. Церковный храм во имя св. Архистратига Михаила, деревянный, был построен в 1871 году. В приходе в начале 20 века состояли деревни Толузаковка, Синявка, Александровка (за Хопром). В 1910 году пензенский мещанин Трофим Николаевич Кособоков пожертвовал храму 1500 рублей на вечное поминовение завещателя и его родных. Из кустарных промыслов развивалось пухопрядение, в 1902 из 275 дворов им занимались в 247. В 1877-1912 годах – в составе Бекетовской волости Пензенского уезда, в 1877 – церковь, школа, 2 лавки, поташный завод. 
В 1926 – центр Телегинской укрупненной волости Пензенского уезда, 451 двор. 
В 1932-1959 годах – районный центр Телегинского района Средневолжского края (с 1939 года - в Пензенской области). 
В 1933 численность населения района составляла 85 тыс. человек. В 1955 – центральная усадьба колхозов имени Полины Осипенко, имени Ворошилова, «Стахановец», «Большевик». В 1980-е – центральная усадьба совхоза «Телегинский». 

## Население
| 1747  | 1785  | 1790  | 1864  | 1877  | 1897  | 1911  |
| ----- | ----- | ----- | ----- | ----- | ----- | ----- |
| 252   | ↗740  | ↗957  | ↗1075 | ↗1192 | ↗1593 | ↗1804 |
| 1926  | 1930  | 1939  | 1959  | 1979  | 1989  | 1996  |
| ↗2105 | ↘1960 | ↗2187 | ↘1199 | ↘1034 | ↘880  | ↗885  |
| 2002  | 2004  | 2010  |       |       |       |       |
| ↘853  | ↗854  | ↘784  |       |       |       |       |

## Современное состояние
С 1995 – ассоциация крестьянских хозяйств «Телегинская» на базе одноименного совхоза (полеводство), животноводство (мясо-молочного направления), 9 фермерских хозяйств. Завод мясокостной муки. Рыбхоз. Участковая больница, средняя школа, дом культуры, библиотека, аптека, 5 магазинов, почта, линейно-технический узел связи, филиал Сбербанка. При школе общественный краеведческий музей, теплица . Памятник односельчанам погибшим в годы Великой Отечественной войны. Плохие дороги.

## Известные люди
Родина Героя Советского Союза, гвардии старшего сержанта, помощника командира взвода автоматчиков Василия Григорьевича Кочерова (1921—1944), отличившегося в боях при форсировании Днестра и освобождении Тернопольской области.